# Booba (Animationsserie)

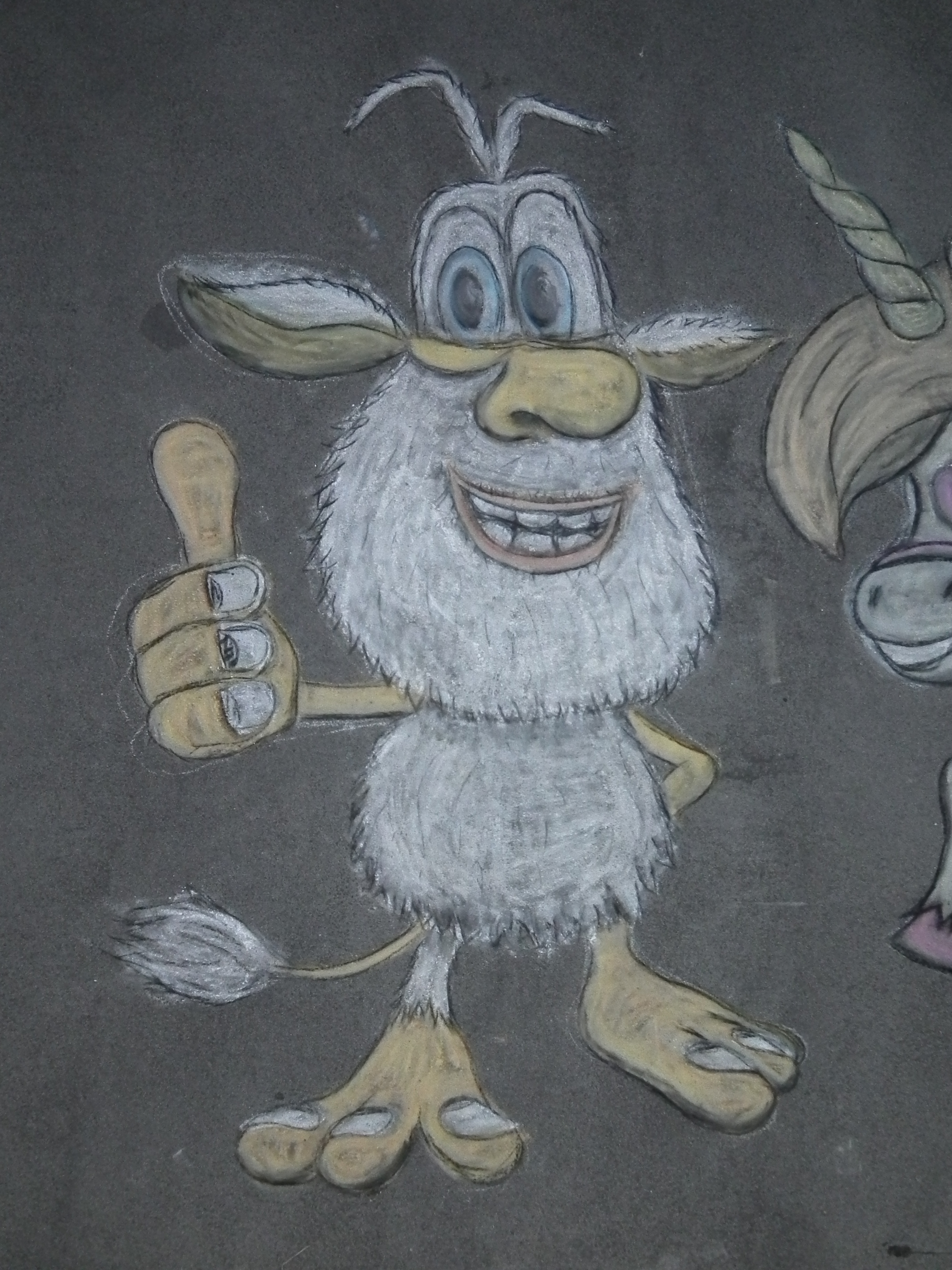
Booba (Kreidebild)

Booba ist eine Animationsserie mit insgesamt 33 Episoden in 2 Staffeln von jeweils etwa 3 Minuten Dauer. Produziert wurde die Serie von verschiedenen Regisseuren zwischen 2014 und 2017.

## Handlung
Als neugieriger Troll erkundet Booba auf amüsante Weise wie ein Kleinkind seine Welt, was fast immer in einem großen Chaos endet. Als Besonderheit drückt Booba seine Emotionen mittels Geräuschen aus, anstatt die Sprache zu nutzen. Somit kann die Animation von jedem Alter und international verstanden werden.

## Vertrieb
Bekannt wurde Booba über Videoportale wie YouTube, Netflix und Amazon Prime.